# Милудин Пиндрачки
Милудин Пиндрачки e български свещеник, съратник на Васил Левски.

## Биография
Милудин Пиндрачки е роден през 1832 г. в село Гурмазово, Софийско. Основоположник на фамилията е дядо Мано. Заселва се в село Гурмазово през 1795 г. Има двама сина Петър и Станоя. Милудин е син на Петър.
Учи в Черепишкия манастир. Жени за презвитера Ана. Ръкоположен е за свещеник в храма „Свети Георги“ в село Хераково.
За революционната му дейност свидетелстват записките на отец Иван (свещеник в с. Хераково). Когато предприема обиколките си за създаване на частните революционни комитети из Софийско, Васил Левски получава от Иван Драсов пари, с които купува три коня. Единия дава за прехрана на поп Милудин в село Гурмазово.
Васил Левски основава Софийския частен революционен комитет в приземния етаж на кафенето на Димитър Трайкович в близост до църквата „Свети Крал“ (дн. „Света Неделя“) (1870). Поп Милудин е определен за куриер. Пренася тайната поща до различни комитети и най-вече до скривалището в чифлика на хаджи Боне Петров (дн. двореца „Враня“) и хана на хаджи Боне на Солни пазар. Председател е Христо Тодоринов Стоянов, а секретар Христо Ковачев от Сопот.
При изграждане на комитетите из Софийско, Апостола често е придружаван от поп Милудин. Властите няколкократно го проверяват, но не откриват нищо, понеже поставя писмата под петалата на коня.
След обира на хазната при обира в Арабаконак заптии тършуват в дома му, но отново не намират нищо. Поп Милудин през това време се крие в дола, южно от селото и оттогава местността се нарича „Попов дол“.
Участва в посрещането на руските войски на 4 януари 1878 г. в София.
През 1879 г. е един от първите основатели заедно със свещеноиконом поп Тодор С. Митов на Софийското свещеническо братство „Преподобни Иван Рилски“.
От пътуванията си като куриер в лошите зимни условия заболява тежко. Вече на смъртен одър пожелава да зърне завърналата се българска войска след боевете при Сливница. Близките му го изнасят на постеля и изрича: „Вече мога спокойно да умра в свободна и независима България, за която мечтаеше Апостолът.“
Умира през 1885 г. Погребан е в гробището на село Гурмазово, община Божурище. Над гроба му има каменен кръст.

## Виж също
- Милтен (име)